# Relation d'un voyage

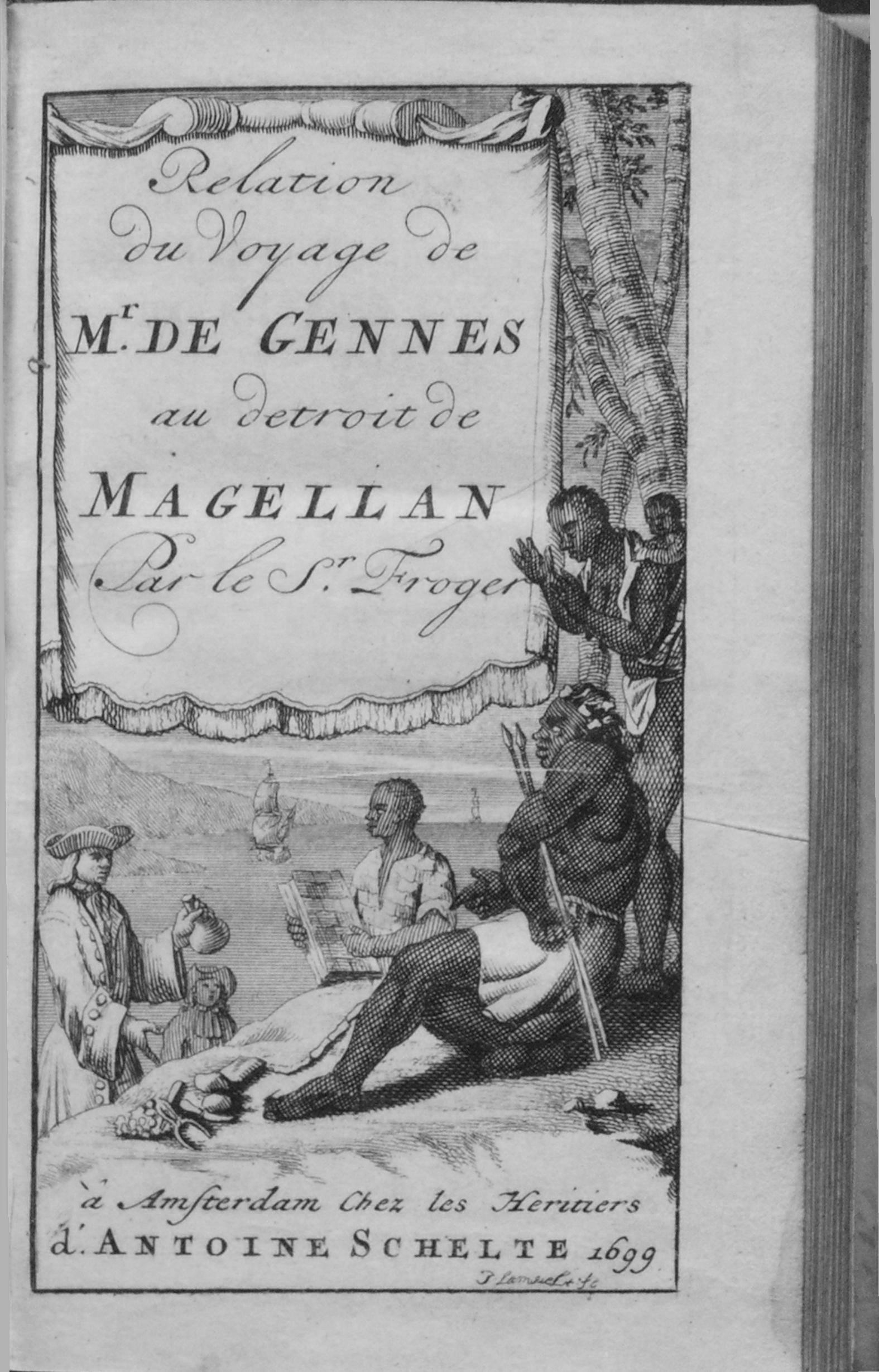
Page de titre "Relation d'un voyage fait en 1695, 1696 et 1697."

La  Relation d'un voyage fait en 1695, 1696 et 1697 aux côtes d'Afrique, détroit de Magellan, Brésil, Cayenne et isles Antilles, par une escadre des vaisseaux du roi, commandée par M. De Gennes  de François Froger relate les trois ans de voyage de ce jeune explorateur, ingénieur et hydrographe français, âgé d’à peine dix-neuf ans au moment du départ . L’auteur y décrit les colonies et les ports qu’il visite, les peuples qu’il rencontre ainsi que les fruits, plantes et animaux qu’il découvre.

## Genèse
Le jeune François Froger avait depuis toujours l’envie de voyager. Il prit donc des leçons pour lui permettre de réaliser cette envie, et étudia le dessin, les mathématiques, ainsi que l’histoire des voyages. L’expédition sur l’escadre de Monsieur Jean-Baptiste de Gennes, à bord du vaisseau Le Faucon Anglais, permit à Froger de mettre en pratique les leçons qu’il avait apprises. Sa relation est basée sur les notes qu’il prit durant le voyage pour son éducation personnelle. Après son retour, lorsqu’il constata qu’aucun de ses compagnons de voyage ne relataient leur expédition, il décida de publier sa propre relation. Dans l'épitre qui est dédiée au Seigneur Phélypeaux compte de Maurepas,  secrétaire d’État de la Marine sous Louis XIV, Froger exprime son désir d’être utile à son pays. Son but était de produire une relation simple et exacte, sans détails inutiles.

## Motivations du voyage
En 1695, Jean-Baptiste de Gennes a proposé d'établir une base française sur la côte du Pacifique de l'Amérique du Sud pour conquérir les mines d'argent du Pérou. Une société comprenant 85 actionnaires est formée à la Cour dont Vauban, Villars, le duc de Chaulnes et le duc de Nevers, la princesse de Conti, la marquise de Montespan, a recueilli 183 833 livres tournois. Six navires se détache du convoi pour aller en Gambie puis à Cayenne] sont armés et partent de La Rochelle sous le commandement de de Gennes le 3 juin 1695. 

### Commerciale
La raison d’entreprendre ce voyage était avant tout commerciale. Lorsque la flotte atteint le Détroit de Magellan, Froger interrompt son récit afin de raconter l’origine et la raison d’être de l’expédition. Il raconte qu’aux alentours de l’année 1686, des flibustiers de Saint-Domingue, après avoir tenté de faire fortune dans la Mer du Nord, actuellement appelé Océan Atlantique, voulurent passer dans la Mer du Sud, l’Océan Pacifique, où ils savaient trouver davantage de richesses. Pour ce faire, deux options s’offraient à eux : passer par la terre ou par le Détroit de Magellan. Leur peur des Indiens et l’incertitude de trouver des vaisseaux adéquats une fois la traversée achevée les poussèrent à opter pour la deuxième solution. Ayant passé le Détroit de Magellan, ils prirent de nombreux vaisseaux et demandèrent des rançons afin de récolter des vivres. Après quoi, ils s’installaient sur une île pour consumer leurs vivres avant de repartir vers la côte pour prendre d’autres bateaux. Froger poursuit, et explique qu’après sept années d’une telle vie, certains voulurent rejoindre l’Océan Atlantique et leur pays d’origine. Ils chargèrent leurs biens sur un vaisseau qu’ils perdirent dans le Détroit de Magellan. Ils passèrent ensuite dix mois à construire une nouvelle embarcation, qui les mena pour finir jusque Cayenne. Certains se retirèrent avec les biens qui leur restaient, mais quatre ou cinq autres voulurent entreprendre un second voyage, et rentrèrent en France pour raconter leur mésaventure. L’un d’eux s’exprima auprès de Monsieur de Gennes qui se rendit à Paris et défendit son projet devant la Cour. Le projet d’expédition fut accepté et le roi fournit les vaisseaux nécessaires. Ainsi, le voyage avait pour but de rapporter des richesses des côtes occidentales de l’Amérique.

### Politique
Une autre raison d’entreprendre ce voyage était politique. Au moment du voyage, la France et l’Espagne étaient en guerre. Froger rapporte que les espagnols étaient capables de faire la guerre aux français grâce aux richesses qu’ils trouvaient en Nouvelle-Espagne et au Pérou.  Si les français avaient eux-mêmes accès à ces richesses, ils pouvaient plus facilement faire face aux Espagnols, et ainsi rétablir la paix.

## Résumé
En juin 1695, six vaisseaux partent de la Rochelle : Le Faucon Anglais, Le Soleil d’Afrique, Le Séditieux, La Corvette la Félicité, La Flûte la Gloutonne et La Flûte la Féconde.

### L'Afrique
Le 4 juillet 1695, l'escadre mouille à une portée de canon de lîle de Gorée, possession française. On descend à terre, et quinze jours durant, ce ne sont que chasses, pêches et réjouissances entre compatriotes. Froger décrit le train de vie des "Nègres" et inclut une carte de l’île.
Le 19 juillet 1695, de Gennes donne l'ordre d'appareiller, et le 13 août 1695 il est, avec tous ses navires, dans la Rivière de Gambie, en face du fort James tenu par les Anglais qu'il somme de capituler. De Gennes s'empare d'un brigantin et de canots chargés de vivres, brûle deux petits bâtiments anglais et prépare tout pour assurer le bombardement. Ce que voyant, le gouverneur John Hambury se ravise et demande à ser endre. La capitulation fut signée le 25 août 1695; le 27 août 1695 le pavillon français flottait sur le fort.
« Le Te Deum fut chanté par les aumôniers de l'escadre et on fit une décharge de trente-sept coups de canon. »
. De Gennes trouva dans ce fort 62 gros canons montés, 30 démontés, 500 quintaux de morphil, 300 quintaux de cire, 200 esclaves et plus de 80.000 escus de marchandises. il fait transporter les esclaves qu'il a trouvés dans les magasins anglais dans les îles françaises pour les vendre, en 1696.
La fièvre avait jeté sur le flanc 250 hommes. Les marchandises enlevées, on fit sauter le fort, et le 24 août 1695 l'escadre mit à la voile pour le Brésil. Afin d'apporter quelques soulagements à ses malades, de Gennes relâcha aux îles du Cap-Vert. À la fin du mois d’août, Froger relate l’augmentation du nombre de malades et donc l’obligation de s’arrêter sur une île du Cap-Vert où l’air est plus sain.

### Le Brésil
Le 4 octobre 1695, ils font route vers le Brésil, et les premiers jours de novembre ils entraient dans la Baie de Guanabara, à la grande surprise des Portugais, qui se crurent menacés d'un bombardement.
« De Gennes acheva de guérir ses malades, chargea sur sa flotte des viandes salées, de la farine de manioc, de la cassave, du riz, du maïs et autres vivres, et paya des marchandises de Gambie sur lesquelles il perdit beaucoup, parce que le gouverneur, voulant être le seul vendeur et acheteur, avait fait défense aux habitants de trafiquer avec nous, ce qui fait voir la mauvaise foy de cette nation dont plus des trois quarts sont juifs d'origine.  »
Sur cette réflexion antisémite, Froger énumère les productions du Brésil, décrit la situation de « São Sebastião do Rio de Janeiro », trace des cartes, dessine l'ananas, la poire de Mapou, un poisson d'une beauté extraordinaire. Froger joint une carte de la côte du Brésil, plus précisément de l’entrée du la Rivière de Janeiro, et un dessin de l’arrivée à Rio de Janeiro, aussi appelée à cette époque Saint-Sébastien. Il décrit et dessine également les nouveaux fruits qu’il découvre.
Le 27 novembre 1695, il ressaisit la plume et écrit: 
« « Ce jour nous mîmes à la voile et passâmes entre les forts les canons détapés, les mèches allumées, et tout prêts à leur répondre s'ils eussent voulu nous inquiéter sur le salut ou nous faire attendre, pour sortir, des ordres du gouverneur. Nous n'avions plus besoin d'eux et ils le connurent bien. Rangés sur leurs parapets, ils marquaient être ravis de notre départ, parce qu'ils étaient fatigués des gardes continuelles qu'ils faisaient depuis notre arrivée. Le gouverneur se trouvait si peu en sûreté, qu'il manda tous les habitants de quatre lieues à la ronde et nous ne fûmes pas si tôt sortis, qu'il fit construire un fort sur une petite île qui commande la rade. » »
Le 29 novembre 1695, l'escadre jetait l'ancre dans le canal de l'Ile-Grande. 
« Il y faisait une chaleur si insupportable qu'on brûlait jusque dans l'eau. »

### Détroit de Magellan
Le 11 février 1696, de Gennes doublait le Cap des Vierges et naviguait en plein Détroit de Magellan. Là, plus de chaleurs insupportables, mais de terribles coups de vent, de la neige, de la grêle, un froid glacial. Sur le chemin, ils rencontrent des Patagons, dont Froger donne une description des mœurs et coutumes. Il dessine ensuite quelques cartes des baies et des caps qu’ils passent, et ils arrivent au Détroit de Magellan à la fin du mois de février 1696.
«  « Le 26 février, sur les deux heures de l'après-midi, nous doublâmes le Cap Froward et sur les deux heures du soir le Cap Holland, mais avec des coups de vent épouvantables qui sortaient d'entre deux montagnes et nous surprenaient au milieu d'un grand calme. Sur les minuit, il s'éleva un vent forcé. Obligés de revenir en arrière, nous mouillâmes dans une grande baie fort commode. Cette baie n'étant point marquée sur les cartes, nous la nommâmes baie Française et donnâmes à la rivière qui s'y jette le nom de Monsieur de Gennes. »
« Après quelques jours de repos, nouveaux efforts pour gagner le Port-Galant, nouveau vent forcé. Les navires déradent et relâchent en la baie française, et comme il n'y avait plus guère d'espérance de trouver des vents favorables pour entrer dans la mer du Sud, il fut résolu que si d'ici à deux jours les vents ne changeaient pas, nous retournerions à l'Ile-Grande pour chercher fortune ailleurs. L'on peut juger, dans d'aussi fâcheuses conjectures, de quel chagrin et de quel désespoir sont capables des gens qui espéraient toute leur fortune d'une entreprise si belle, il n'y avait pas un matelot qui n'eût mieux aimé mourir de faim que de relâcher. Ils s'accoutumaient déjà à manger les rats et les payaient quinze sols, prix courant. »

### Retour au Brésil
La flotte fait de multiples tentatives pour passer le détroit durant les mois de mars et avril, mais les vents leur sont défavorables. Le 6 mars 1696 et le 7 mars 1696, de Gennes tenta de nouveau la fortune. Ce fut en vain, il dut virer de bord et rentrer dans l'Atlantique. À court de vivres et d’espoir, ils décident de retourner vers le Brésil afin d’aller chercher des richesses ailleurs. Au début du mois de juin, ils arrivent à l’Ile Sainte-Anne, sur la côte du Brésil, mais la menace des portugais les empêche de rejoindre Rio de Janeiro. En juillet, ils arrivent à la Baie de Tous les Saints, dans la ville de San Salvador.
Elle y trouva une flotte portugaise de 40 à 50 navires prête à partir pour Lisbonne. L'amiral de cette flotte envoya un officier demander le salut, à quoi Monsieur de Gennes répondit qu'il avait des ordres du Roy pour ne point saluer qu'on ne lui rendît coup sur coup. Pendant un mois de séjour en ce port, Froger ne perd pas de temps, il observe et rédige à mesure.
« Les habitants (si on en excepte le menu peuple qui est insolent au dernier point) sont propres, civils et honnêtes, ils sont riches, aiment le commerce et la plupart sont de race juive, ce qui fait que lorsqu'un habitant veut faire un de ses enfants ecclésiastique, il est obligé de faire preuve du christianisme de ses ancêtres, comme les chevaliers de Malte de leur noblesse. »
« Le 6 août, nous nous disposâmes à partir, le gouverneur fit présent à tous les capitaines de l'escadre de quelques améthystes et de toutes sortes de rafraîchissements. Le sept, sur les neuf heures, nous fîmes voile vers Cayenne. »
Les premiers jours de septembre 1696, de Gennes atteignit Cayenne à la tête de son escadre. Ils avaient ensuite pour but d’aller au Suriname afin de rapporter des biens, mais des vaisseaux hollandais les en empêchent. Ils optent donc pour une croisière dans les îles Caraïbes. En rade de Cayenne se trouvait un bâtiment marchand, arrivé de la veille avec une charge de vin et d'eau-de-vie.
« Comme les équipages reçurent un mois de solde et qu'il y avait longtemps qu'ils n'avaient trouvé si belle occasion, ils burent en huit jours non-seulement la cargaison du marchand, mais encore tout ce qu'il y avait de vin dans l'île. »
Froger profite de son séjour à Cayenne pour réformer la carte des possessions françaises. 
Le 25 septembre 1696, de Gennes reprend la mer et va croiser au vent de la Barbade, la plus riche des colonies anglaises aux îles d'Amérique. Il y captive un flibustier, un navire de quarante tonneaux venant de Virginie, un autre portant vingt-deux pièces de canon, un troisième chargé de bière, de cidre, de harengs, de fromage, de beurre, etc.
En novembre 1696, ils arrivent en Martinique où ils déchargent et nettoient leurs navires. Au mois de décembre, ils passent par Sainte-Lucie et par Saint-Vincent, pour ensuite revenir en Martinique en janvier 1697. Ils y restent un mois pour charger des marchandises, puis font route vers la Guadeloupe au début du mois de février. Enfin, ils passent par les îles des Açores au mois de mars avant de rentrer à la Rochelle le 21 avril 1697.
Froger donne de nombreuses et diverses descriptions dans sa relation. Il relate les batailles, les maladies, la traite des esclaves, les coutumes des peuples qu’il rencontre et les fruits et animaux qu’il découvre. Sa relation comprend également des cartes, des plans, et une quantité de dessins.

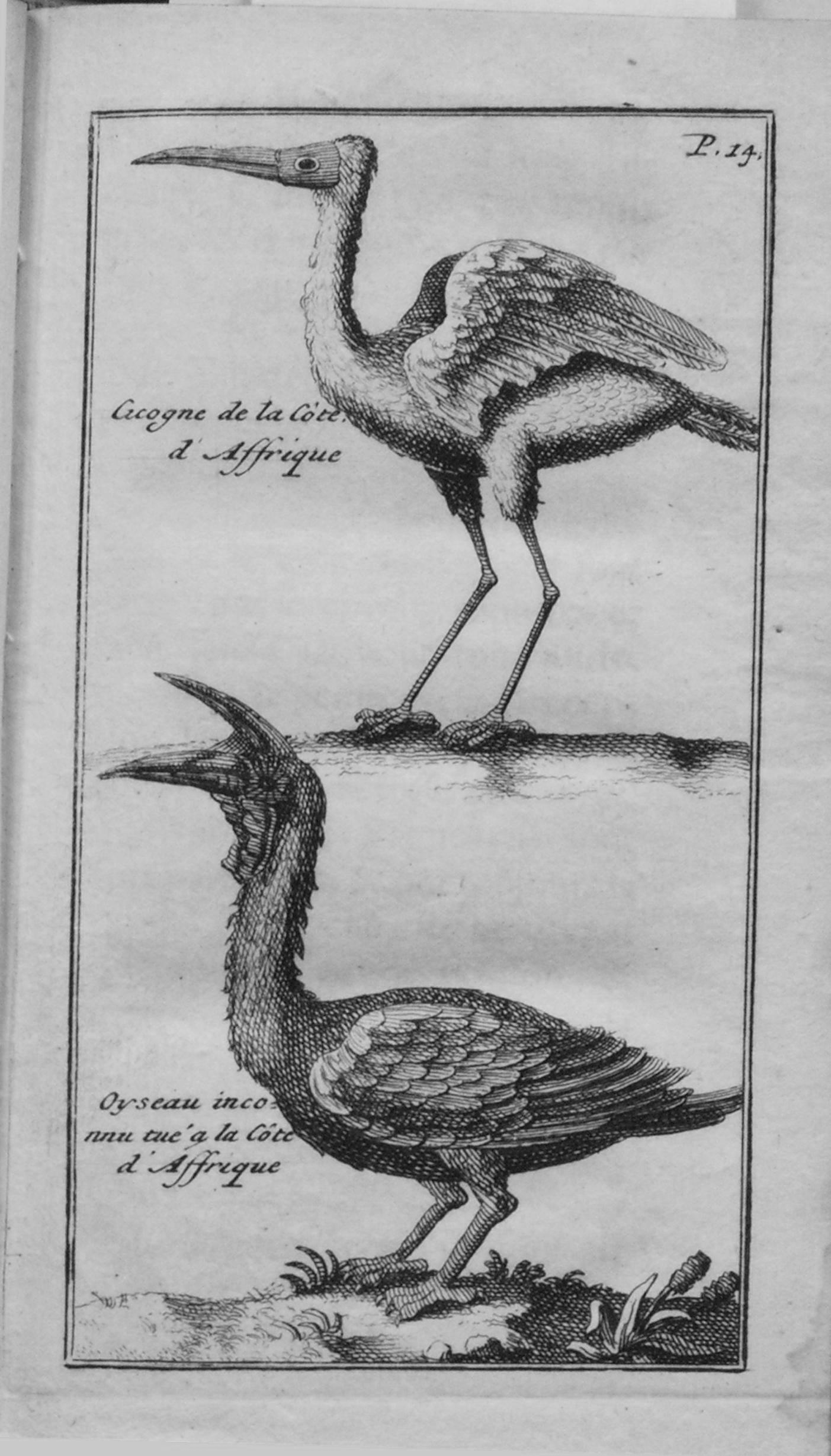
p. 14
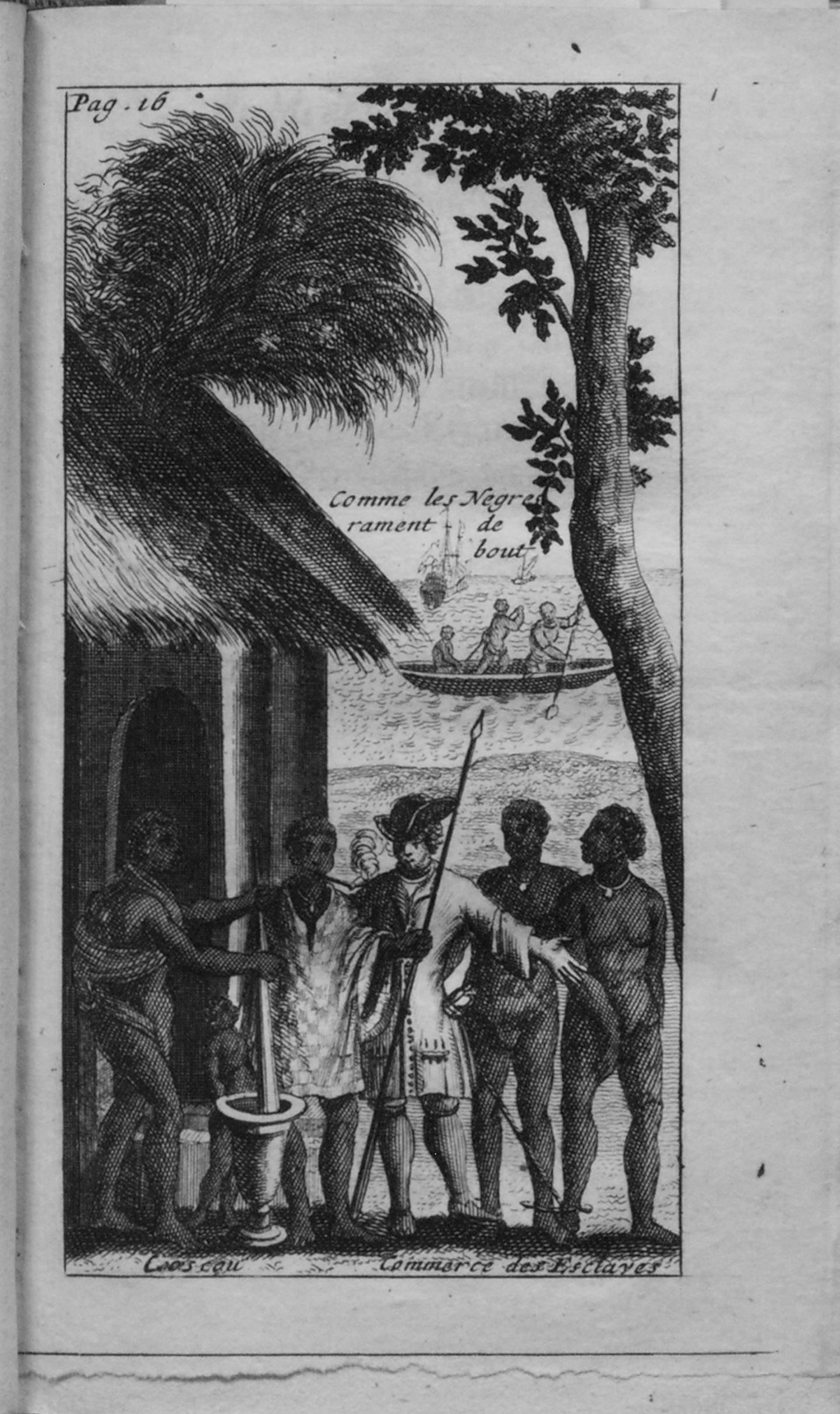
p. 16
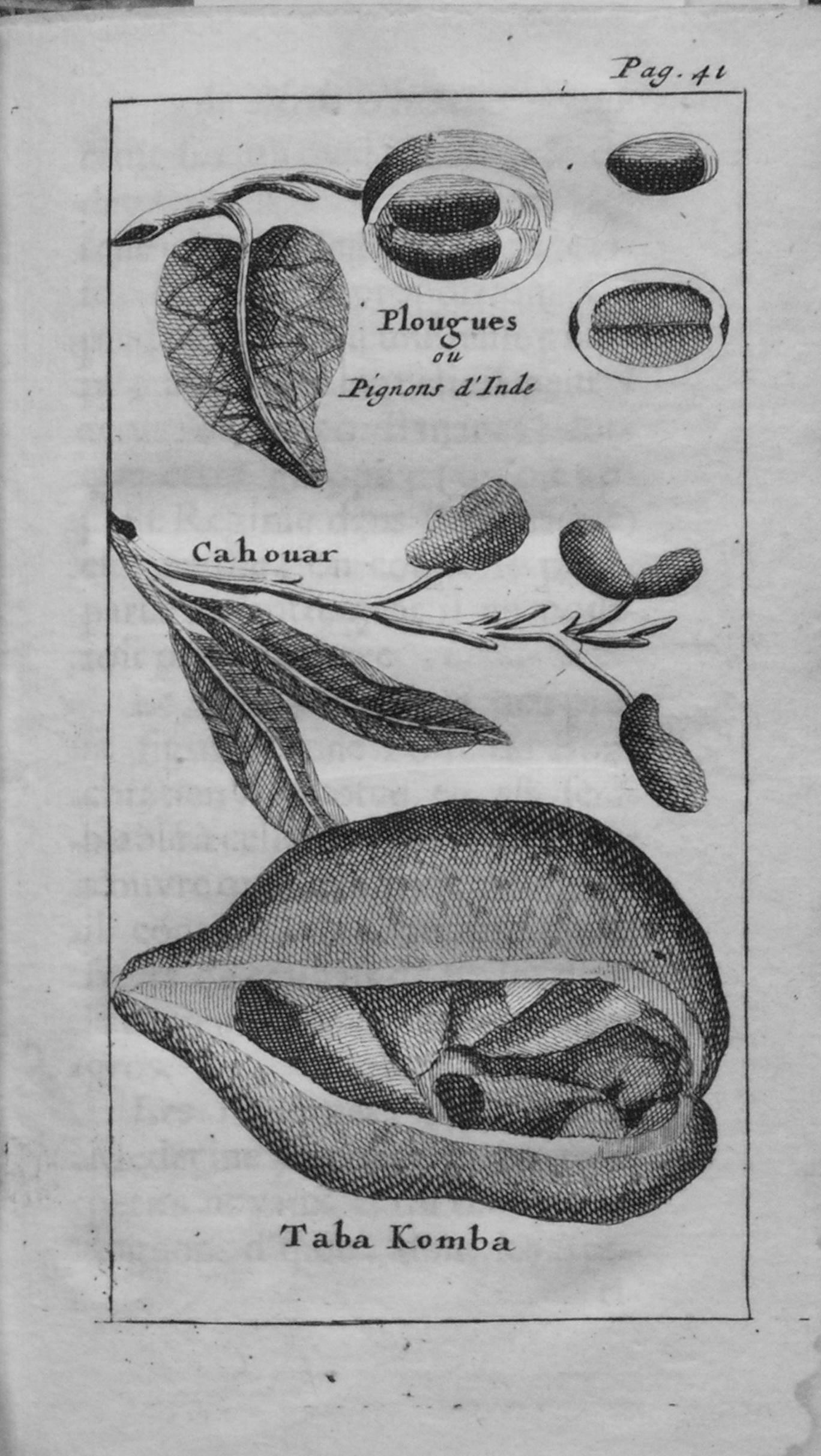
p. 41
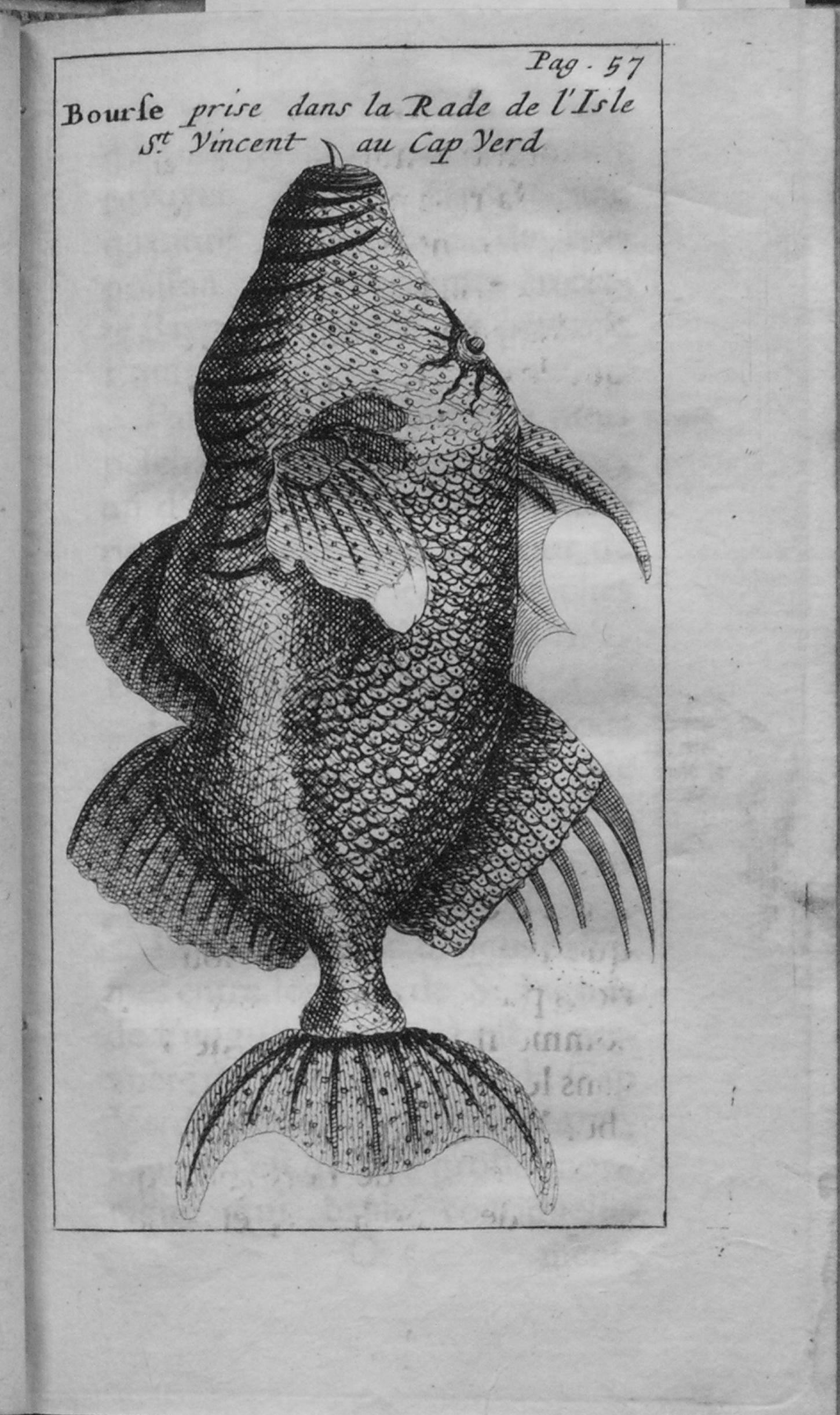
p. 57
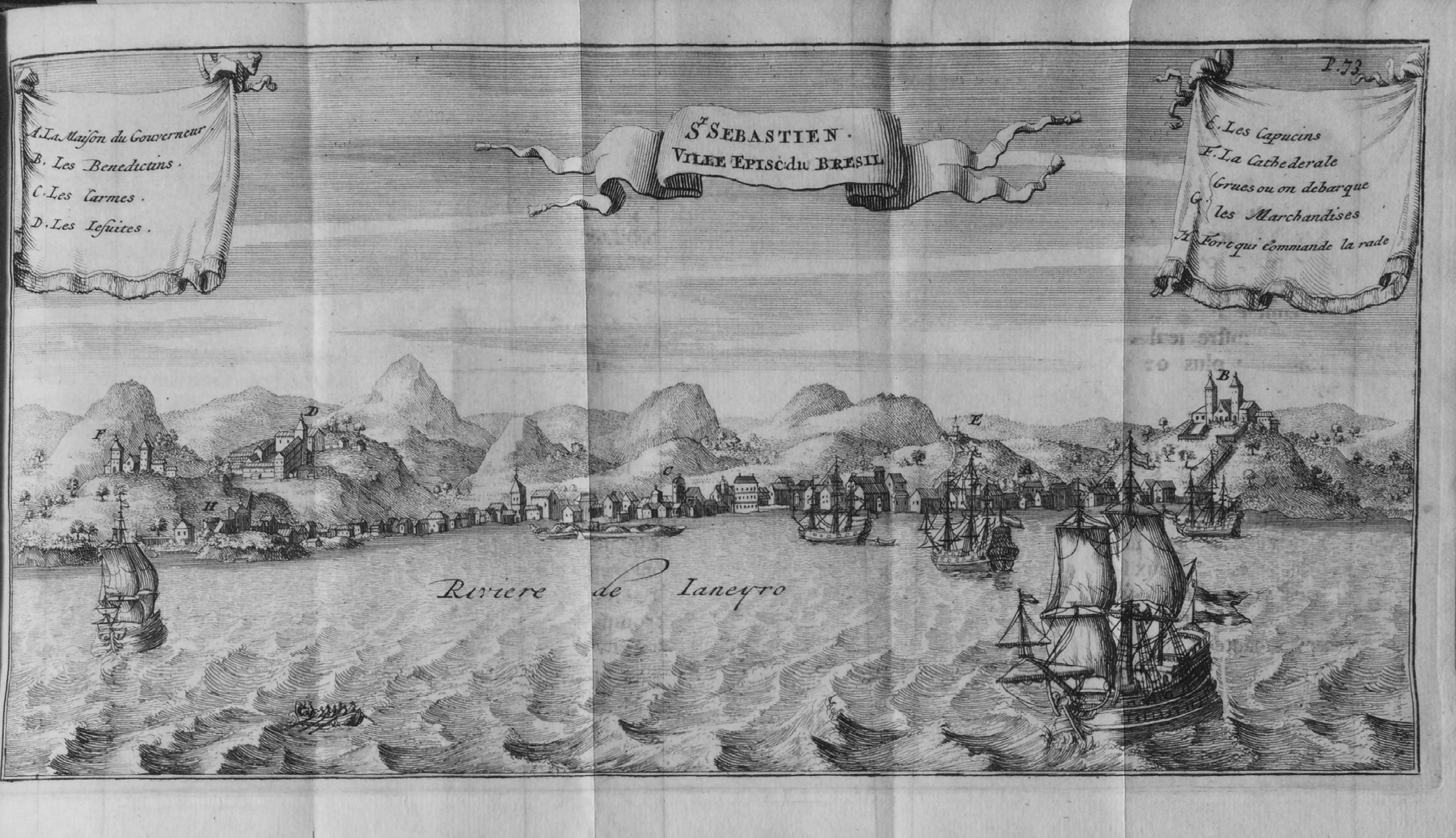
p. 73
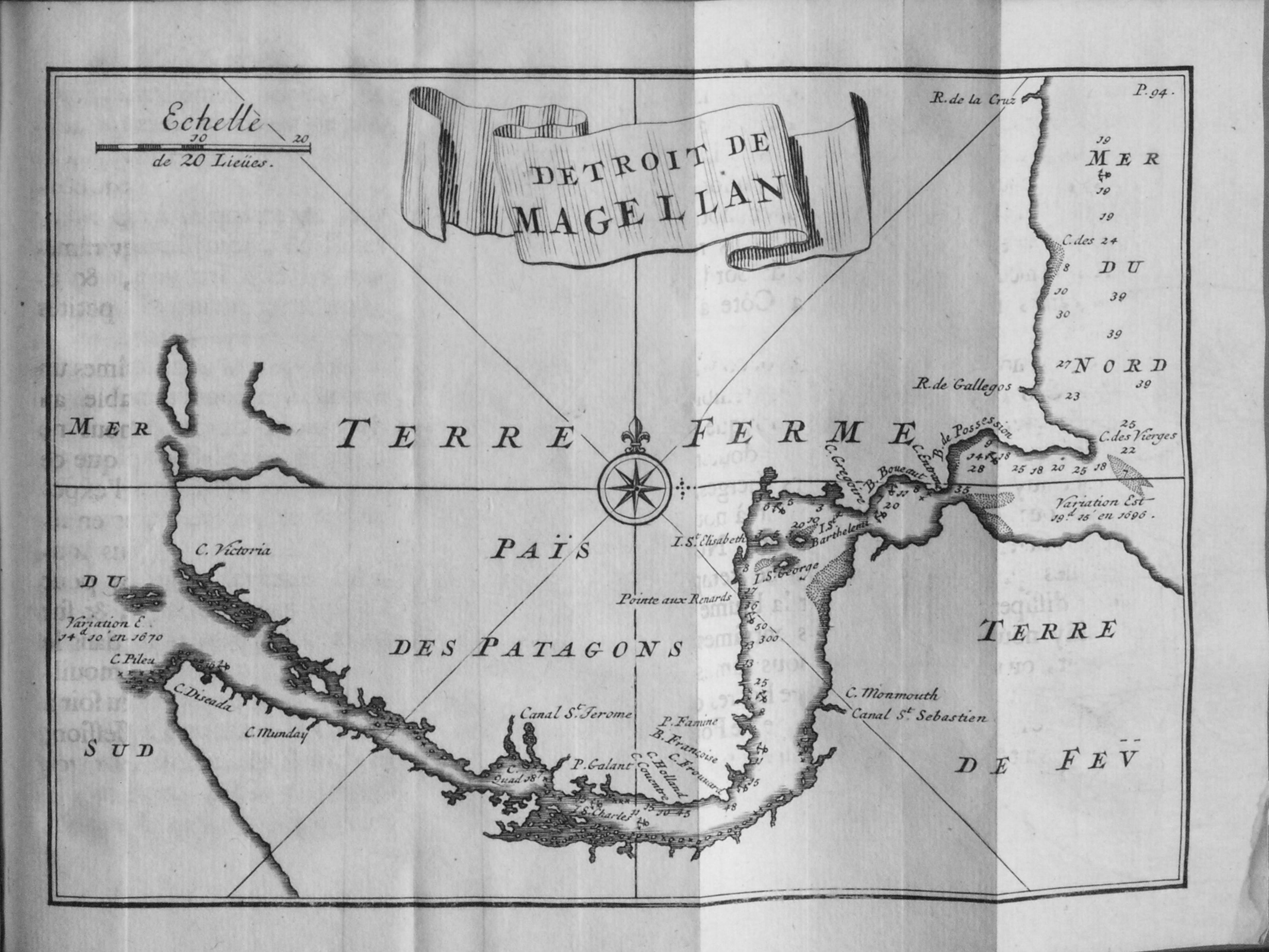
p. 94
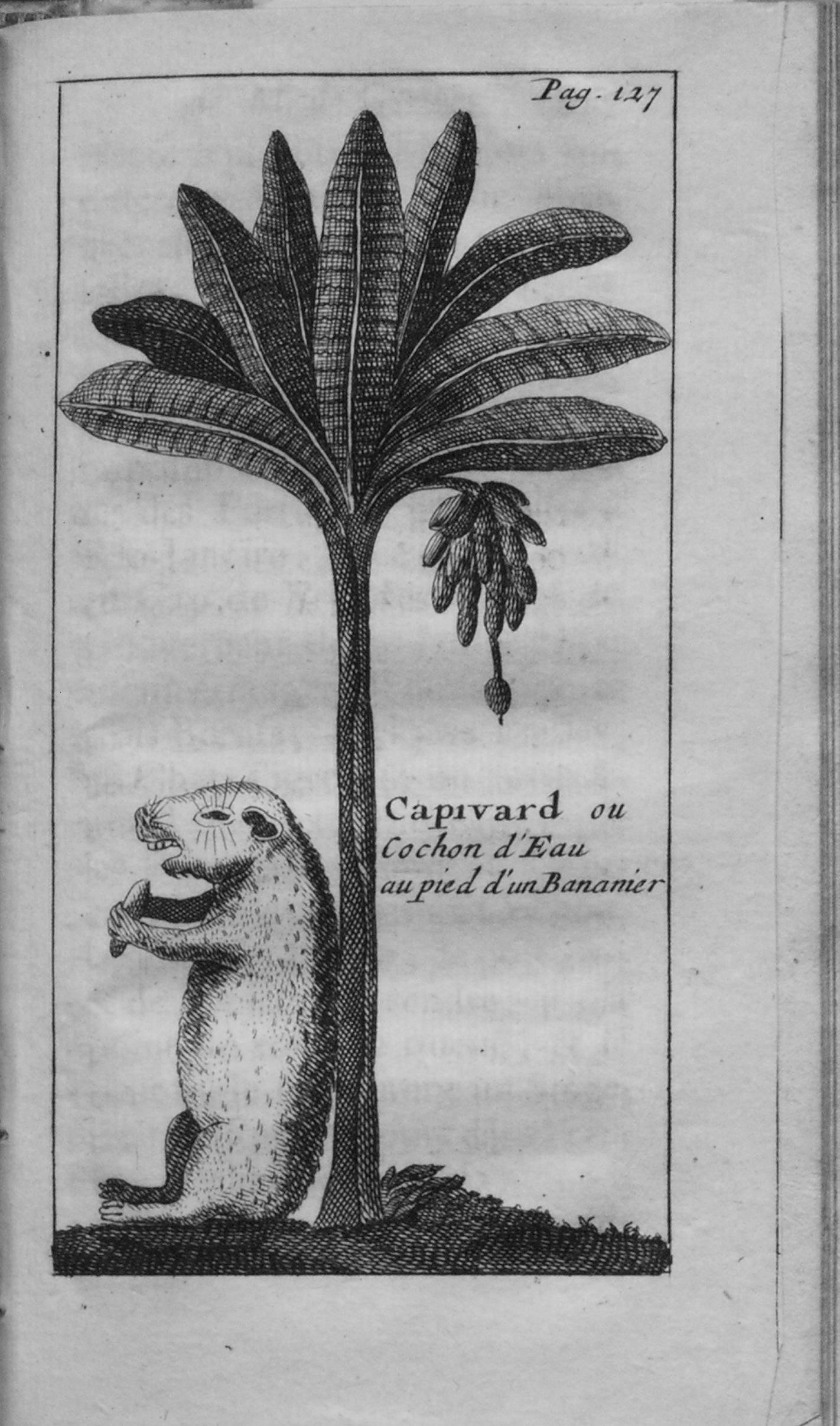
p. 127

## Lieux explorés
Liste des lieux explorés par François Froger lors de l’expédition de 1695 à 1697, dans l’ordre chronologique :
- La Rochelle (lieu de départ)
- Cap-Vert
- Gambie
- Rio de Janeiro
- Détroit de Magellan
- San Salvador (Baie de tous les Saints)
- Cayenne
- Martinique
- Sainte-Lucie
- Saint-Vincent
- Guadeloupe

## Réception
Peu de sources secondaires commentent la relation écrite par Froger. Néanmoins, dans la Biographie Universelle Ancienne et Moderne (Michaud, 1856), on peut lire que la Relation d’un voyage était considérée comme véridique et intéressante. Sa simplicité ainsi que ses cartes et plans font preuve de l’aspect réel du récit. Dans Histoire Littéraire du Maine (Haureau, 1876), la popularité de l’œuvre est évaluée par le grand nombre d’éditions. L’absence de détails et de descriptions extensives atteste également de sa véracité. De plus, étant la première à décrire un voyage effectué par des français au Détroit de Magellan, elle fut considérée comme le précurseur des nombreuses expéditions par le même détroit qui ont suivi. Pour finir, l’œuvre de Froger a été caractérisée non comme un simple journal de bord administratif, mais comme un récit particulier, dynamique et original.

### Éditions d'époque numérisées
- Édition de 1698
- Édition de 1699
- Édition de 1715

### Texte
- Texte de l'édition de 1698, version anglaise